# Tecruz Cozapa
Tecruz Cozapa är en ort i Mexiko.   Den ligger i kommunen Metztitlán och delstaten Hidalgo, i den sydöstra delen av landet, 130 km norr om huvudstaden Mexico City. Tecruz Cozapa ligger 1 269 meter över havet och antalet invånare är 413.
Terrängen runt Tecruz Cozapa är huvudsakligen kuperad, men norrut är den bergig. Tecruz Cozapa ligger nere i en dal. Runt Tecruz Cozapa är det glesbefolkat, med 20 invånare per kvadratkilometer. Närmaste större samhälle är Zacualtipán, 15,8 km öster om Tecruz Cozapa. I omgivningarna runt Tecruz Cozapa växer huvudsakligen savannskog.